# Royalty

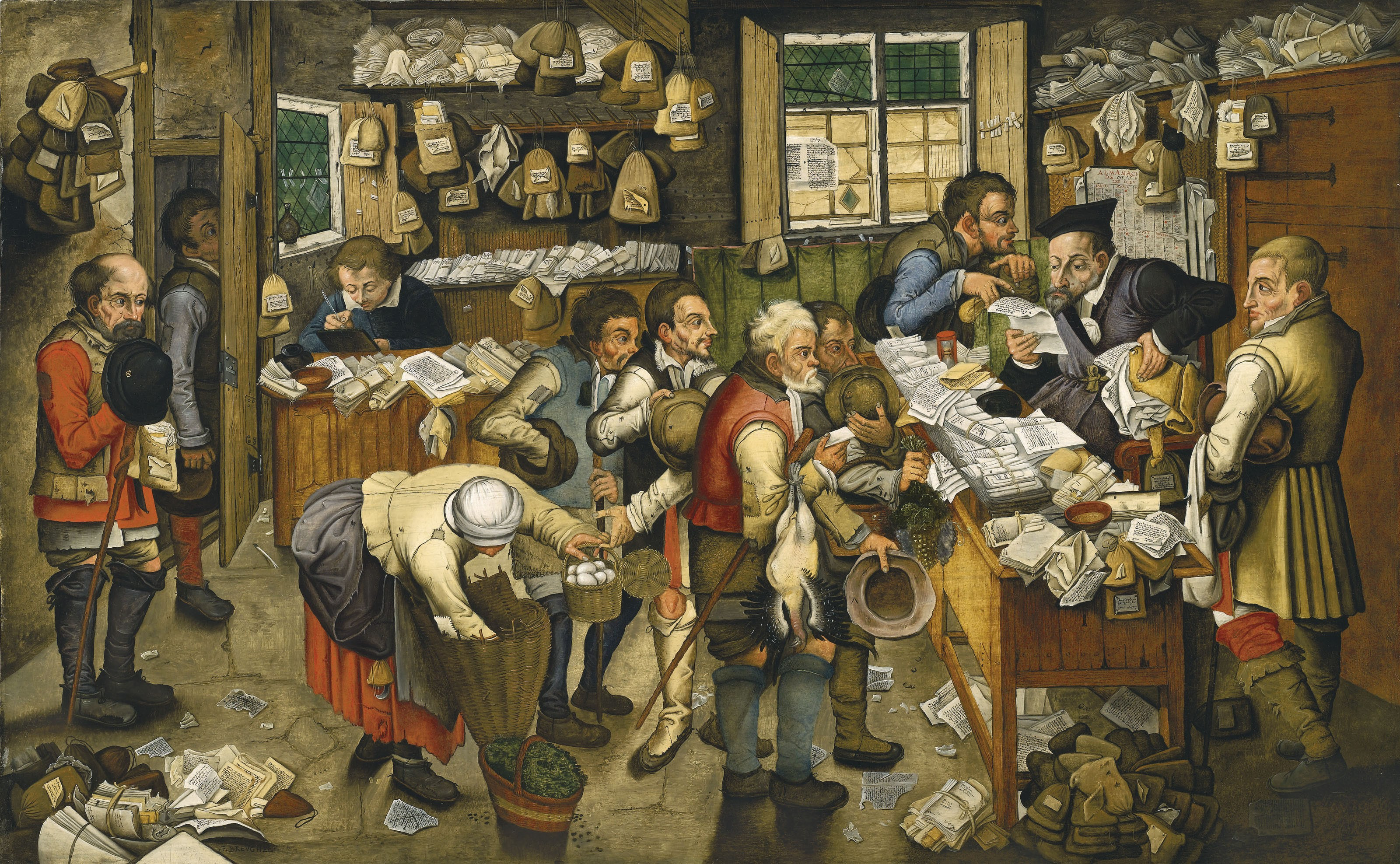
"O pagamento da dízima" da produção, óleo sobre a madeira pintado em 1616/1617 por Pieter Bruegel, o Jovem

Royalty (aportuguesado como róialti) é termo da língua inglesa derivado da palavra "royal" originária de uma convenção que trata "daquilo que pertence ao Rei", embora entenda-se relativo às coisas do rei, monarca ou nobre inventor, que se encontre sob a guarda desse conhecimento usado para o bem do Estado, por ser de real interesse deste e da Nação", podendo ser usada também para se referir à realeza ou nobreza. A tradução literal de royalty para a língua portuguesa é "regalia".
O plural do termo é royalties ou róialtis, sendo ligado, como do original inglês ao direito autoral, de conformidade com a legislação vigente da Constituição Federal Brasileira de 1946 que vigeu até 1988 (com os Atos Institucionais que se anexaram a essa Constituição), e a Lei número 9.610 de 19 de fevereiro de 1998, essa dentro da Constituição Federal de 1988 e suas atualizações, sendo destinado os róialtis às inúmeras despesas necessárias ao desenvolvimento de um negócio, invenção, exploração, que com certeza irá gerar renda, dos quais o governo e principalmente o Estado (Nação), terá seu devido imposto, sendo o róialti, protegido dessa forma pelo Estado, pelo Chefe de Estado, para não ser delapidado por Piratas.
Na antiguidade, róialtis eram os valores pagos por terceiros ao rei ou nobre, como compensação pela extração de recursos naturais existentes em suas terras, como madeira, água, recursos minerais ou outros recursos naturais, incluindo, muitas vezes, a caça e pesca, ou ainda, pelo uso de bens de propriedade do rei, como pontes ou moinhos.
Na atualidade, róialti é o termo utilizado para designar a importância paga ao detentor ou proprietário ou um território, recurso natural, produto, marca, patente de produto, processo de produção, ou obra original, pelos direitos de exploração, uso, distribuição ou comercialização do referido produto ou tecnologia. Os detentores ou proprietários recebem porcentagens geralmente prefixadas das vendas finais ou dos lucros obtidos por aquele que extrai o recurso natural, ou fabrica e comercializa um produto ou tecnologia, assim como o concurso de suas marcas ou dos lucros obtidos com essas operações. O proprietário em questão pode ser uma pessoa física, uma empresa ou o próprio Estado.

## Conceituação
No Brasil, existem diferentes tipos de róialtis pagos ao governo ou à iniciativa privada. Os royalties pagos ao governo, por exemplo, são relativos à extração de recursos naturais minerais, como minérios metálicos ou fósseis, como carvão mineral, petróleo e gás natural, ou pelo uso de recursos naturais como a água, em casos como represamento da água em barragens hidrelétricas e envasamento de água mineral. Cada tipo de róialti, oriundo da exploração ou extração de determinados recursos, obedece a uma legislação específica, que cobra porcentagens distintas do valor final do produto extraído ou utilizado, e distribui esta renda de formas diferentes entre o Governo federal, os estados e os municípios. Ainda não existe um padrão unificado de cobrança e distribuição de róialtis referentes às atividades de extração e mineração no país.
Também existem regimes específicos de róialtis para patentes, que seguem o padrão dos acordos assinados na Organização Mundial do Comércio. Marcas e tecnologias também estão sujeitas a legislações específicas para o pagamento de róialtis ao proprietário do bem em questão. No caso de obras de arte ou bens artísticos (músicas e letras musicais, imagens, pinturas, esculturas, roteiros de filmes ou peças teatrais), os róialtis podem ser pagos tanto diretamente ao artista autor da obra, como à empresas que adquiriram o direito de reprodução, distribuição e comercialização do bem cultural.
No mercado de franquias, o conceito de róialti é muito comum: é quando alguém utiliza uma marca de produto ou rede de lojas ou restaurantes, pagando róialtis ao proprietário da marca.
No caso de tecnologias e patentes, por exemplo, a empresa multinacional estadunidense Monsanto cobra róialtis dos agricultores que fazem uso das sementes desenvolvidas pela empresa, utilizando tecnologia transgênica para que suas sementes sejam resistentes ao herbicida Roundup, que é fabricado pela mesma empresa.
No Brasil, o uso de recursos naturais não exauríveis e de natureza pública, como o uso do espectro eletromagnético por empresas de comunicação, telecomunicações ou radiodifusão, não é objeto de cobrança de róialtis.

### Róialtis do petróleo
No caso do petróleo e do gás, o róialti trata-se da compensação financeira paga ao proprietário da terra ou área em que ocorre a extração ou mineração de petróleo ou gás natural. Em muitos países, apenas os governos são proprietários dos recursos naturais do subsolo, portanto apenas estes recebem os róialtis, enquanto que, em outros países, existe a possibilidade da propriedade privada dos recursos naturais encontrados no subsolo.
A maior parte dos países petrolíferos cobram róialtis das empresas, nacionais ou estrangeiras, que realizam a extração de petróleo em seus territórios. Alguns economistas, entretanto, defendem que a renda dos róialtis nem sempre é positiva para países exportadores de petróleo que dependem em grande medida da renda obtida com a atividade petrolífera, pois o preço desta comódite oscila muito no mercado internacional, dificultando o planejamento e organização dos gastos do Estado e facilitando o endividamento do governo. Geralmente, isto provocaria ainda, outros "efeitos colaterais", como o fenômeno que os economistas chamam de "mal holandês", provocado pela sobrevalorização do câmbio devido à entrada excessiva de dólares na economia do país exportador. O "mal holandês" teria, como principal resultado, a dificuldade daquele país ou região de se industrializar ou desenvolver atividades produtivas não ligadas ao setor petrolífero, o que é um problema comum aos países da Organização dos Países Exportadores de Petróleo. Estes problemas também podem afetar cidades e regiões de um país, dependendo do modelo de distribuição de róialtis.

#### Róialtis de petróleo e mineração
No Brasil, o petróleo pertence à União, embora a Lei 9 478/1997 garanta que, após extraído, passe a ser da empresa que realiza a extração deste recurso natural, mediante o pagamento dos róialtis relativos ao produto extraído pertencem ao governo do estado produtor. No caso do Pré-sal, havendo ou não petróleo, os róialtis futuros (ainda não existentes), serão somados ao preexistentes e rateado entre Governo Federal e os estados e municípios, ocorra ou não a extração de petróleo localizado no subsolo das plataformas mais avançadas nos domínios das águas internacionais, reclamadas pela Federação.
Atualmente, está em discussão a mudança no sistema de distribuição dos róialtis do petróleo no Brasil, com a votação de uma nova lei ordinária para regulamentar esta questão, conforme previsto pela Constituição.
Ainda não existe uma legislação que padronize os diferentes sistemas de cobrança e distribuição dos róialtis existentes no Brasil, para cada tipo de recurso natural sob a posse do Estado. No caso, a exploração dos demais recursos minerais envolve o pagamento de róialtis segundo a Lei de Compensação Financeira pela Exploração de Recursos Minerais, CFEM (Departamento Nacional de Produção Mineral) - § 1.º, art. 20 CF; art. 8.º Lei n.º 7.990/89.